# Kvarnspel

Kvarnspel är ett abstrakt strategiskt brädspel för två spelare, uppfunnet under forntiden och vidare spritt genom Romarriket. Kvarnspel finns ofta tryckta på baksidan av bräden för damspel eftersom man kan använda samma pjäser till båda.

## Regler
Vardera spelaren har nio pjäser som flyttas mellan brädets 24 platser. Målet är att slå ut minst sju av motståndarens pjäser eller sätta henne i ett läge där hon inte kan göra något regelrätt drag.

### Sätta ut pjäserna
Brädet är tomt vid spelets början. Spelarna turas om att sätta ut sina pjäser på tomma platser. Om en spelare lyckas sätta tre pjäser på rad längs spelets linjer (d.v.s. inte diagonalt) så har han fått ”kvarn” och får avlägsna en valfri av motspelarnas pjäser från brädet. (Utslagna pjäser kommer aldrig i spel igen.) Innan man kan börja slå ut pjäser som ingår i kvarnar måste man slå ut alla andra pjäser. När alla 18 pjäserna tagits i bruk turas man om att flytta.

### Flytta
Varje drag innebär att man flyttar en pjäs längs spelets linjer till en tom intilliggande plats. Om man inte kan göra det så har man förlorat.
Liksom i utsättningsfasen kan man bygga kvarnar av tre pjäser och då få avlägsna en av motståndarens pjäser. Även nu undviker man om möjligt att ta isär kvarnar.
En spelare som bara har två pjäser kvar kan inte bygga fler kvarnar vilket innebär att hon inte kan slå ut några fler motståndarpjäser, och hon har därför förlorat.

### Variant: flyga
En vanlig regelvariant innebär att när man bara har tre pjäser kvar så får de flygförmåga. De kan då flyga till vilken tom plats som helst på brädet när man flyttar.

## Strategi
I början av ett parti är det viktigare att placera pjäserna på mångsidiga platser än att genast försöka bygga kvarnar. Tidigt kvarnbygge kan medföra att man samlar sina pjäser i en del av brädet vilket inte är bra.
Ett idealiskt läge som oftast leder till seger är om man bygger två kvarnar intill varandra och flyttar en pjäs fram och tillbaka mellan dem. Då slår man ut en motståndarpjäs med varje drag. Det kallar man "klappkvarn".

## Historia

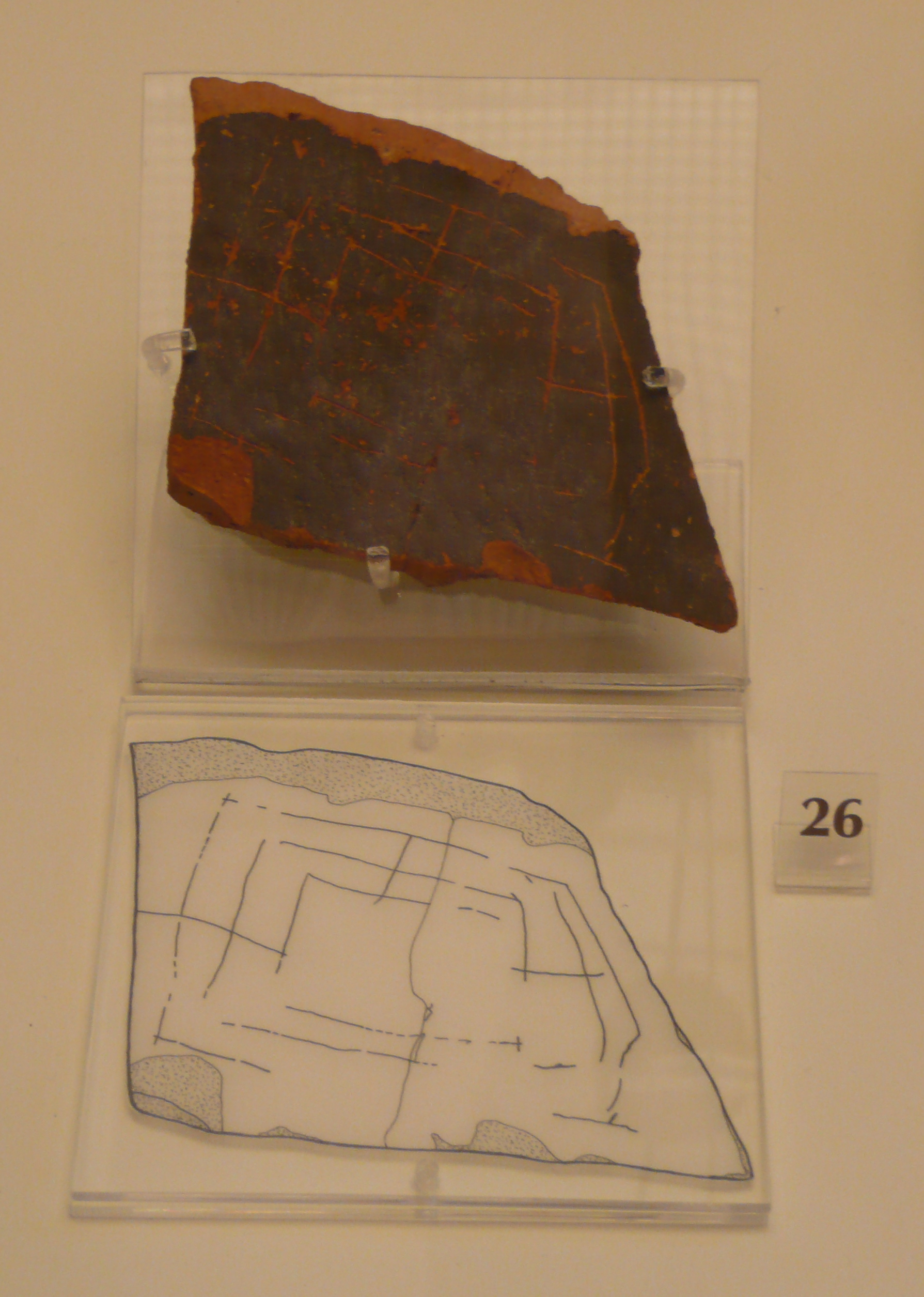
Fragment av tegelplatta i Mykenes arkeologiska museum med något som liknar ett kvarnspel.

Det eventuellt äldsta kvarnspelbrädet har även diagonala linjer och har påträffats inristat i några takblock i templet vid Qurna i Egypten från ca 1400 f.Kr. Men bland dessa ristningar finns även koptiska kristna kors vilket innebär att ristningarna kan vara mycket yngre.
I stället är de äldsta säkra beläggen från Romarriket. Ett av de äldsta omnämnandena i skrift kan finnas i bok III av Ovidius Konsten att älska (ca år 8 e.Kr.), som även tar upp ludus latrunculorum. Många kvarnspel har påträffats ristade i romerska byggnader men de är svåra att datera eftersom husen står där än och folk har ristat i alla tider.

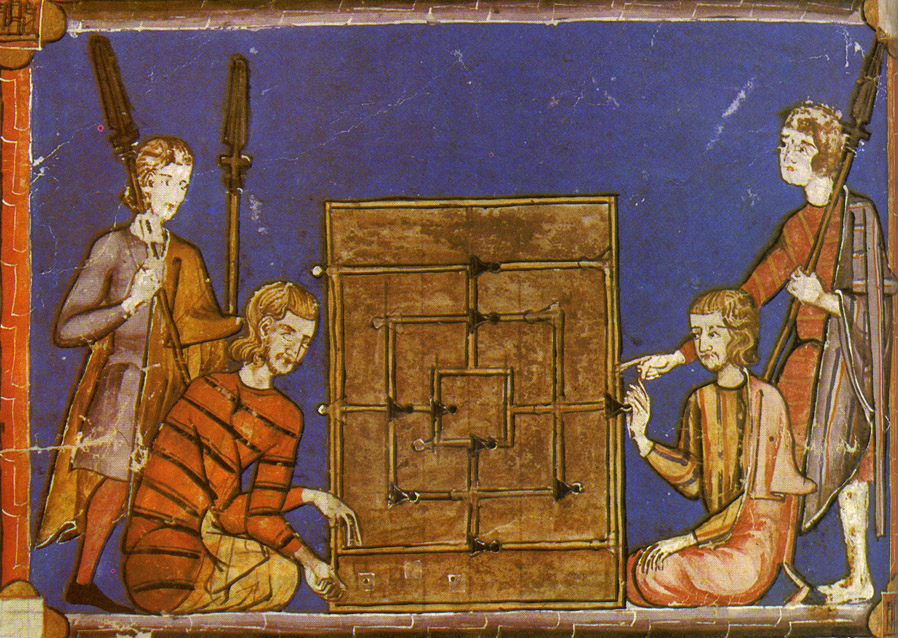
Illustration i den spanska 1200-talshandskriften Boken om sällskapsspel där man använder tärningar till kvarnspel

Ett kvarnspel har påträffats i det vikingatida Gokstadsskeppet från 900-talet. Som mest populärt var spelet i medeltidens England. Bräden har påträffats ristade i korsäten och pelarbaser i flera engelska katedraler.
I Shakespeares pjäs En midsommarnattsdröm från 1595–96 (akt II, scen I) beklagar älvornas drottning att kvarnspelet inte längre spelas.

## Algoritm
Kvarnspelet har blivit löst, det vill säga, det finns en publicerad algoritm som tillåter en spelare att tvinga fram ett oavgjort resultat. 